# 184 TCN
Năm 184 TCN là một năm trong lịch Julius. 